# De sjukas smörjelse

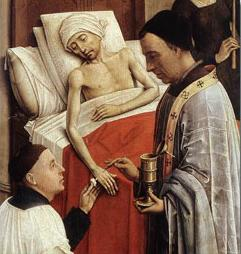
De sjukas smörjelse (detalj från Rogier van der Weydens ”De sju sakramenten”, 1445)

De sjukas smörjelse, även kallad sista smörjelsen, är ett av de sju sakramenten i framför allt Romersk-katolska kyrkan och de olika ortodoxa kyrkorna. Bruket att smörja sjuka och döende med olja (chrisma) finns omtalat i Jakobs brev 5:14f. i Nya Testamentet och sägs där hjälpa den sjuke samt förmedla syndernas förlåtelse. 
| ”                      | Är någon av er sjuk skall han kalla till sig de äldste i församlingen, och de skall smörja honom med olja i Herrens namn och be böner över honom. Deras bön i tro skall rädda den sjuke, och Herren skall göra honom frisk. Och har han syndat skall han få förlåtelse. | „ |
| – Jakobs brev 5:14-15. | |   |

## Smörjelsen i romersk-katolska kyrkan
I västkyrkan kom smörjelsen under medeltiden att alltmer bli till en dödsberedelse, varav benämningen "sista smörjelsen". Under 1970-talet har liturgiska reformer på initiativ av andra Vatikankonciliet, gjort att den ursprungliga avsikten att be för sjuka vid varierande tidpunkter under livet har förtydligats. Uttrycket sista smörjelsen har därför blivit mindre vanligt inom den romersk-katolska kyrkan. Den olja som används välsignas årligen av biskopen på skärtorsdagen.

## Smörjelsen i ortodoxa och katolska östkyrkor
I östkyrkorna behöll smörjelsen vanligtvis sin funktion som bön för sjuka (men slavisktalande kyrkor påverkades i viss utsträckning av det latinska uppskjutande av akten till dödsbädden). Välsignelsen av olja sker i en offentlig gudstjänst på dymmelonsdag i den katolska kyrkan och på stora torsdagen i den ortodoxa kyrkan och sju präster (enligt bysantinsk ritus) hjälps åt att utdela de sjukas smörjelse till alla som så önskar. I sin fullständiga form skall de sjukas smörjelse (enligt bysantinsk ritus) utdelas av sju präster, men ordningen förenklas ofta i grekisktalande länder, så att den kan delas ut av en ensam församlingspräst.

## Smörjelsen i reformationskyrkorna
Under reformationens inledande del bevarades de sjukas smörjelse – så exempelvis i den anglikanska kyrkan 1534 (då de latinska ordningarna för smörjelsen bibehölls) och 1549 (då en engelskspråkig ordning för smörjelsen antogs), och i den svenska kyrkohandboken 1529 – men under den fortsatta utvecklingen föll de sjukas smörjelse ur bruk. I anglikanska kyrkor ersattes den varaktigt med förbön för sjuka utan olja 1559, men de sjukas smörjelse återinfördes i anglikanska kyrkor (efter en tid av informellt bruk 1734–1788 och cirka 1850–1927) formellt 1928. I Svenska kyrkan bortföll smörjelsen vid kyrkohandboksrevisionen 1614. Informella, men officiösa (halvofficiella), försök att återinföra de sjukas smörjelse i Svenska kyrkan har skett bland annat på initiativ av församlingsnämnden (1993), och det förekom på 1990-talet att biskopen välsignade olja i Uppsala domkyrka.

## Smörjelsen i frikyrkorna
I sådana frikyrkor som tillmäter Jakobs brev stor auktoritet (i synnerhet inom karismatisk kristendom) förekommer att bruket av de sjukas smörjelse har återupptagits. De sjukas smörjelse anses i dessa miljöer – på grundval av den frikyrkliga tolkningen av läran om det allmänna prästadömet – vanligtvis kunna utdelas såväl av pastor som lekperson utan att samfundsledare (biskop/missionsföreståndare) först har välsignat oljan.